# Tiberio Claudio Severo Proculo
Tiberio Claudio Severo Proculo (latino: Tiberius Claudius Severus Proculus; fl. 200) è stato un politico romano, console nel 200, nipote dell'imperatore Marco Aurelio e suocero dell'imperatore Eliogabalo.
Proculo era originario di Pompeiopolis in Paflagonia, ed era figlio di Gneo Claudio Severo, console del 173, e di Annia Aurelia Galeria Faustina, figlia di Marco Aurelio. Ebbe una figlia, Annia Faustina, che sposò l'imperatore Eliogabalo.
Nel 200 Proculo divenne console.